# Crimini di guerra statunitensi (seconda guerra mondiale)
I crimini di guerra statunitensi sono delle violazioni del diritto bellico avvenuti durante la seconda guerra mondiale per mano di soldati dell'esercito statunitense. Gli eventi descritti in seguito sono violazioni dei trattati, firmati anche dagli Stati Uniti, quali principalmente le convenzioni di Ginevra e delle convenzioni dell'Aia del 1907.

## Europa

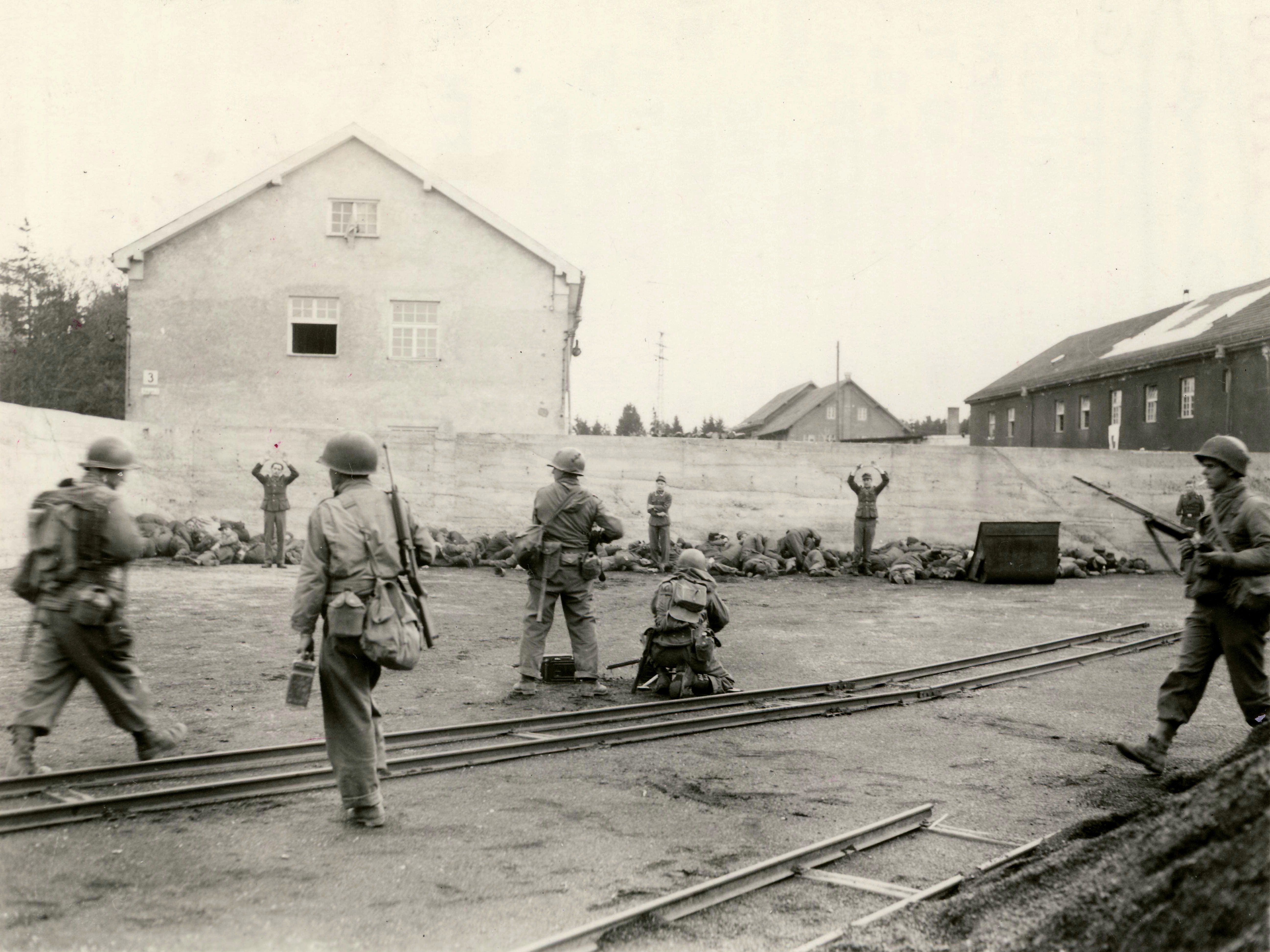
Truppe tedesche delle SS allineati contro un muro del campo di concentramento di Dachau, il giorno della sua liberazione.

Breve elenco dei principali crimini statunitensi in Europa:
- La strage di Canicattì: uccisione di civili italiani da parte del tenente colonnello McCaffrey. Un'inchiesta confidenziale fu aperta, ma McCaffrey non è mai stato accusato di un reato relativo a tale evento. Il colonnello morì nel 1954. La strage rimase virtualmente sconosciuta finché Joseph S. Salemi della New York University, il cui padre fu un testimone, non pubblicò un articolo sulla strage.[1][2]
- Il massacro di Biscari compiuto il 14 luglio 1943 quando truppe statunitensi della 45ª Divisione di Fanteria uccisero 76 prigionieri di guerra tedeschi e italiani, in due distinti episodi. Entrambi gli episodi avvennero nelle campagne di Piano Stella, vicino a Biscari, oggi Acate, località siciliana a sud di Caltagirone ed in provincia di Ragusa.[3][4]
- Il massacro di Dachau: uccisione di prigionieri di guerra tedeschi e di soldati delle SS arresisi al campo di concentramento di Dachau.[5]
- Operation Teardrop: Otto uomini dell'equipaggio catturato tra i sopravvissuti del sottomarino affondato U-546 furono torturati da personale militare statunitense. Lo storico Philip K. Lundeberg scrisse che le percosse e le torture dei sopravvissuti dell'U-546 fu un'atrocità singolare motivata dalla necessità negli interrogatori di ottenere rapidamente informazioni sul potenziale attacco missilistico sugli Stati Uniti che gli statunitensi credevano possibile dai sommergibili tedeschi.[6]

In seguito al massacro di Malmédy un ordine scritto dal Quartier Generale del 328º Reggimento di Fanteria dell'Esercito statunitense, datato 21 dicembre 1944, afferma: "Nessun soldato delle SS o dei paracadutisti [tedeschi] sarà fatto prigioniero ma sarà ucciso sul posto. Il generale statunitense Raymond Hufft diede istruzioni alle sue truppe di non prendere prigionieri quando avrebbero attraversato il Reno nel 1945. "Dopo la guerra, quando rifletté sui crimini di guerra che autorizzò, egli ammise, 'se i tedeschi avessero vinto, io sarei stato al processo di Norimberga invece di loro.'" Stephen Ambrose disse: "Ho intervistato ben più di 1000 veterani. Solo uno di essi disse di aver sparato ad un prigioniero... Forse come molti dei due-terzi dei veterani...tuttavia, presi nota di diversi episodi nei quali essi videro altri soldati sparare a prigionieri tedeschi disarmati che tenevano le mani alzate."
Vicino al villaggio francese di Audouville-la-Hubert, 30 prigionieri tedeschi furono massacrati dai paracadutisti statunitensi.
Frank Sheeran, che servì nella 45ª Divisione di Fanteria, dopo la guerra affermò, 
Quando un ufficiale ti diceva di prendere una coppia di prigionieri tedeschi e portarla dietro le linee e di 'correre indietro rapidamente' tu sapevi cosa dovevi fare.
Lo storico Peter Lieb individuò molte unità canadesi e statunitensi a cui fu ordinato di non prendere prigionieri durante gli sbarchi del D-Day. Se questa visione è corretta essa può spiegare l'assenza di 64 prigionieri, su 130 soldati tedeschi catturati, che non raggiunsero il punto di raccolta ad Omaha Beach, il 6 giugno 1944.
Secondo un articolo nel Der Spiegel di Klaus Wiegrefe, molte memorie personali di soldati alleati sono state volutamente ignorate dagli storici fino ad oggi perché erano in contrasto con la mitologia della "grande generazione" (nata durante la grande depressione) durante la seconda guerra mondiale, ma tutto questo ha cominciato a cambiare con la pubblicazione di libri come The Day of Battle di Rick Atkinson dove l'autore descrive i crimini di guerra alleati in Italia, e D-Day: The Battle for Normandy di Anthony Beevor. L'ultimo lavoro di Beevor è attualmente discussione degli studiosi e dovrebbe dare prova che i crimini di guerra alleati in Normandia furono molto più estesi "di quanto precedentemente valutato."

## Asia e Pacifico
I soldati statunitensi nel Pacifico spesso deliberatamente uccisero soldati giapponesi che si erano arresi. Secondo Richard Aldrich, che ha pubblicato uno studio sui diari tenuti da soldati statunitensi ed australiani, essi a volte massacrarono i loro prigionieri di guerra. Dower afferma che in "molti casi... i giapponesi fatti prigionieri furono uccisi sul posto o durante il tragitto fino al carcere." Secondo Aldrich non prendere prigionieri era una pratica comune per le truppe statunitensi. Quest'analisi è supportata dallo storico britannico Niall Ferguson, il quale afferma anche che, nel 1943, "un rapporto segreto dell'intelligence [statunitense] annota che solo la promessa di un gelato e di una libera uscita di tre giorni avrebbe ... indotto le truppe u.s.a. a non uccidere i giapponesi arresisi."
Ferguson afferma che alcune pratiche giocarono un ruolo determinante nel tasso di mortalità dei prigionieri giapponesi che, nel tardo 1944, risulta rispettivamente 1:100. Lo stesso anno, l'Alto Comando Alleato cominciò a prendere provvedimenti per sopprimere quest'attitudine a "non prendere prigionieri", usata dalle loro stesse truppe (come riportato dall'intelligence) e per incoraggiare i giapponesi ad arrendersi. Ferguson aggiunge che queste misure portarono al variare del tasso di mortalità dei prigionieri fino a 1:7, a metà del 1945. Nonostante ciò, non prendere prigionieri rimase una pratica standard tra le truppe statunitensi anche durante la battaglia di Okinawa, nell'aprile-giugno 1945.
Ulrich Straus, studioso statunitense della cultura giapponese, suggerisce che le truppe sulla linea del fronte odiavano intensamente i giapponesi e che non era "facile persuaderli" a prendere o proteggere eventuali prigionieri, dato che essi credevano che i prigionieri alleati "non ricevevano pietà" dai giapponesi. I soldati alleati credevano che i soldati giapponesi erano inclini a fingere di arrendersi, nel tentativo di eseguire un attacco a sorpresa. Dunque, secondo Straus, "gli ufficiali superiori si opposero al prendere prigioniere se farlo significherebbe mettere a rischio le truppe u.s.a..." Quando, in ogni caso, furono fatti dei prigionieri a Guadalcanal, agli interrogatori un ufficiale dell'esercito, il capitano Burden, annotò che molte volte questi a prigionieri veniva sparato durante il loro trasporto al carcere perché "era di troppo disturbo portarli lì".
Ferguson suggerisce che "non era solo la paura di azioni disciplinari o di disonore che rendevano giapponesi e tedeschi riluttanti all'arrendersi. Più importante per la maggior parte dei soldati era la percezione che i prigionieri fossero uccisi dal nemico comunque, e così essi continuarono a combattere."
Lo storico statunitense James J. Weingartner attribuisce il numero molto ridotto di giapponesi nei campi di prigionia statunitensi a due fattori importanti: una riluttanza giapponese ad arrendersi e a una diffusa "convinzione che i giapponesi erano 'animali' o 'disumani'" e immeritevoli del normale trattamento accordato ai prigionieri di guerra. Quest'ultima ragione è supportata da Ferguson, che dice "le truppe alleate spesso vedevano i giapponesi allo stesso modo di come i tedeschi guardavano i russi - cioè come Untermenschen."

### Il bombardamento di Hiroshima e Nagasaki
Nel 1963, il bombardamento atomico di Hiroshima e Nagasaki fu soggetto ad una revisione giudiziaria nel caso Ryuichi Shimoda contro lo Stato. Il Tribunale Distrettuale di Tokyo ha rifiutato di pronunciarsi sulla legittimità di armi nucleari in generale, ma affermò che "gli attacchi su Hiroshima e Nagasaki causarono gravi ed indiscriminate sofferenze e che essi violarono la maggior parte dei principi legali basilari governanti la condotta della guerra." Francisco Gómez puntualizza in un articolo pubblicato nell'International Review of the Red Cross (Rivista Internazionale della Croce Rossa) che, con rispetto per la strategia "anti-city" o "blitz", "nell'esaminare questi eventi alla luce delle leggi umanitarie internazionali, dovrebbe giungere alla mente che durante la seconda guerra mondiale non vi erano approvazioni, trattati, convenzioni o ogni altro strumento governante la protezione delle popolazioni civili e delle loro proprietà." La possibilità che attacchi come quella di Hiroshima e Nagasaki possano essere considerati crimini di guerra è una delle ragioni date da John R. Bolton per il rifiuto degli Stati Uniti di essere vincolati dallo Statuto di Roma mentre egli era Sottosegretario per il Controllo delle Armi e della Sicurezza Internazionale, anche se gli Stati Uniti non sarebbero perseguibili a causa della temporalità dei fatti, avvenuti prima della ratifica del trattato.

### Mutilazione e stupri

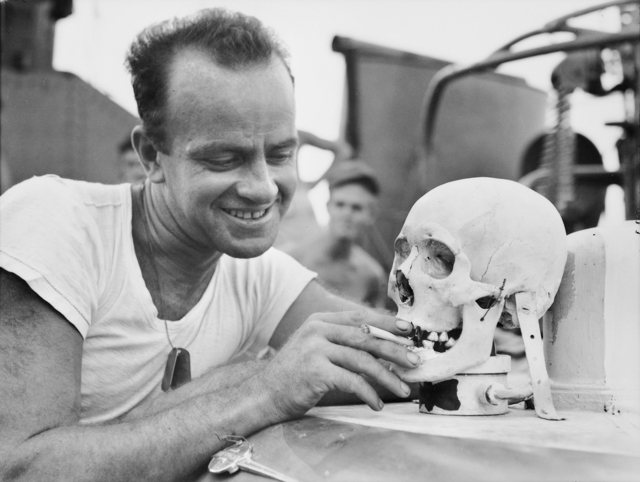
Un marinaio statunitense vilipende un teschio giapponese a bordo della USS PT-341

Alcuni soldati alleati collezionavano parti del corpo dei giapponesi. L'incidenza di tutto ciò fu, secondo Simon Harrison, "di scala sufficientemente larga da preoccupare le autorità militari alleate durante il conflitto e l'argomento fu ampiamente riportato e commentato dalla stampa USA e giapponese, durante la guerra."
Il collezionare parti del corpo dei giapponesi cominciò abbastanza presto nella guerra, portando già nel settembre 1942 ad un'azione disciplinare contro ogni "souvenir" preso. Harrison concluse che, la campagna di Guadalcanal, fu la prima vera opportunità di prendere questo tipo di "articoli", "chiaramente, la collezione di parti di corpi su scala sufficientemente larga per preoccupare le autorità militari cominciò non appena si incontrarono i primi corpi giapponesi, vivi o morti."
Quando i resti giapponesi furono rimpatriati dopo la guerra dalle isole Marianne, circa il 60% dei corpi erano privi del teschio.
In un memorandum datato 13 giugno 1944, il Judge Advocate General dell'Esercito (JAG) definì tutto ciò "come una politica atroce e brutale", oltre a essere ripugnante e una violazione delle leggi di guerra che portò a raccomandare la distribuzione a tutti i comandanti di direttive dichiaranti che: "il maltrattamento dei nemici morti in guerra è una sfacciata violazione delle convenzioni di Ginevra relative ai malati e feriti, le quali condizioni sono: dopo ogni ingaggio, i belligeranti che rimangono in possesso del campo adottino le misure per cercare i feriti e i morti, e per proteggerli dai furti e trattamenti dannosi."
Queste pratiche furono, in aggiunta, anche violazioni delle consuete regole non scritte della condotta di guerra terrestre e potevano portare anche alla pena di morte. Il JAG della Marina rispecchio questa opinione una settimana dopo, e aggiunse inoltre che "le atrocità condotte, di cui alcuni soldati americani sono colpevoli, possono portare ad una rappresaglia giapponese che potrebbe essere giustificata in base al diritto internazionale."
Non vi sono dubbi che soldati statunitensi violentarono diverse donne giapponesi durante la battaglia di Okinawa nel 1945.
Lo storico di Okinawa, il giapponese Oshiro Masayasu (ex direttore del Archivio Storico della prefettura di Okinawa) scrive, basandosi su diversi anni di ricerca:
Tuttavia, i civili giapponesi "rimasero spesso sorpresi dal trattamento umano che ricevettero dal nemico statunitense." Secondo Islands of Discontent: Okinawan Responses to Japanese and USA Power (Isole del Malcontento: Risposte di Okinawa alla potenza giapponese e USA) di Mark Selden, gli statunitensi "non seguirono una politica di tortura, stupro ed omicidio dei civili come gli ufficiali militari giapponesi hanno ammonito."
Vi furono 1.336 stupri documentati durante i primi dieci giorni d'occupazione nella prefettura di Kanagawa dopo la resa giapponese.